# Ailsacrinus
Ailsacrinus is een geslacht van uitgestorven zeelelies die leefden tijdens het Midden-Jura.

## Beschrijving
Deze zeelelie had een kleine, centrale kelk, die bezet was met tien lange, erg slanke armen, die beiderzijds geveerd waren met pinnulae (zijtakjes). De normale kelkdiameter bedroeg ongeveer 1,5 cm.

## Leefwijze
Vertegenwoordigers van dit geslacht bewoonden vrij ondiepe wateren en leefden op de zeebodem in kolonies.